# المرأة في الحكومة

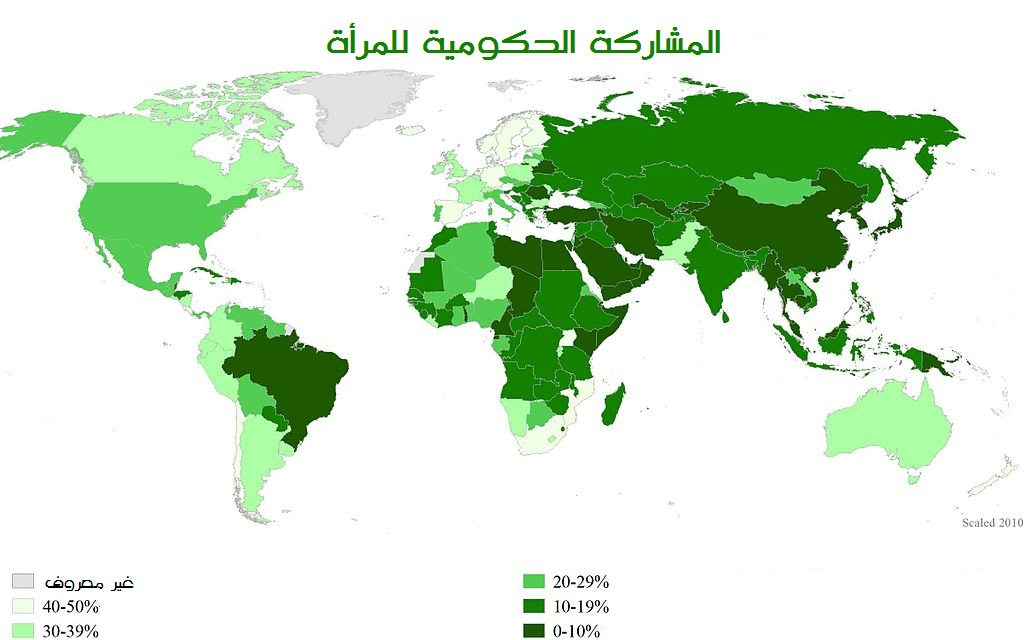
خريطة العالم تظهر الدول التي لديها مشاركة نسائية في الحكومة، حتى عام 2010.

المرأة في الحكومة، على النقيض من الرجال، فأن تمثيل المرأة في حكومات العصر الحديث، يُعد تمثيلا منخفضا وبسيطا، وذلك في معظم بلدان العالم. ومع ذلك، فأن هناك تزايدا ملحوظا في انتخاب المرأة سياسيا لتتولى مناصب رؤساء الدول وحكومات. وحاليا، فأن أكثر من 20 دولة في العالم لديها امرأة تحمل منصب رئيس حكومة وطنية، وتبلغ نسبة مشاركة المرأة عالميا في البرلمانات الوطنية ما يقرب من 20٪. وهناك عدد من البلدان تسعى لاستكشاف التدابير التي قد تزيد من مشاركة المرأة في الحكومة وذلك على جميع المستويات، من المستوى المحلي إلى المستوى الوطني. وكثير من النساء ليس لديهن حقوق سياسة.

## الأهمية
زيادة تمثيل المرأة في الحكومة يُمكن المرأة ويمنحها سلطات أكبر. زيادة تمثيل المرأة في الحكومة أمر ضروري لتحقيق المساواة بين الجنسين. مفهوم تمكين المرأة مُتجذر في نهج القدرات الإنسانية، بحيث يتم تمكين الأفراد من اختيار الأعمال التي يعتبرها ذات قيمة.
تعتبر المرأة هي الراعية الأولى والأساسية للأطفال، وغالبا ما يكون لها دور فعال وأكثر بروزا من الرجال في مجال الدفاع عن الأطفال، مما أكسبها «حصة مضاعفة» وفوائد من حيث تمثيل المرأة. والنائبات الإناث لا يقمن فقط بتعزيز حقوق المرأة، ولكن يقمن أيضًا بتعزيز حقوق الأطفال. في الهيئات التشريعية الوطنية، هناك اتجاه ملحوظ للمرأة في الدفع قدما للتشريعات التي تصب في مصلحة للأسرة. وهذا الاتجاه لوحظ في كل من: فرنسا والسويد وهولندا وبجنوب أفريقيا ورواندا ومصر. وعلاوة على ذلك، فإن عددا من الدراسات التي أجريت في كل الدول الصناعية والمتقدمة أشارت إلى أن النساء في الحكومات المحلية تميل للمضي قدما في دفع القضايا الاجتماعية. وفي الهند، على سبيل المثال، أصبح تمثيل المرأة أكبر من ذي قبل، مع توزيع أكثر عدالة لموارد المجتمع، مع مراعاة الفوارق بين الجنسين في البرامج المتعلقة بالصحة والتغذية والتعليم.
في عام 1954، قامت الأمم المتحدة بجعل اتفاقية الحقوق السياسية للمرأة حيز التنفيذ، وذلك لترسيخ وتكريس حقوق المرأة في التصويت، وتقلد المناصب، والحصول على الخدمات العامة على النحو المنصوص عليه للمواطنين الذكور ضمن القوانين الوطنية وعلى قدم المساواة.

### التحديات التي تواجهها المرأة
تواجه المرأة العديد من العقبات في تحقيق التمثيل في الحكومة. مشاركتها كانت محدودة بسبب افتراض ان منزلة المرأة الاجتماعية الصحيحة تكون في الميدان «الخاص» والمرتبط بالأسرة والمنزل. في حين أن الميدان «العام» هو ميدان للقوة والخصام. وارتباط المرأة بالميدان «الخاص» قد يقلص قدرتها على دخول الساحة السياسية.
عدم المساواة بين الجنسين داخل الأسر، وتقسيم العمل الغير منصف داخل المنزل، والمواقف الثقافية إزاء أدوار الجنسين، يؤدي إلى مزيد من إخضاع النساء ويعمل على الحد من تمثيلها في الحياة العامة. وفي المجتمعات التي تكون في غاية الأبوية، غالبا ما يكون هناك كيان لقوة محلية تحد من مقاومة المرأة. وبالتالي، فأن مصالحهم في كثير من الأحيان غير ممثلة.
وحتى إذا انتخبت المرأة لمرة واحدة، فأنها تميل إلى تولي الوزارات والمناصب المماثلة التي تكون عادة أقل قيمة وأهمية. وتُوصَف هذه الحالة بأنها «المثابرة الناعمة» وتشمل الصحة والتعليم والرعاية الاجتماعية. ونادرا ما تحتل النساء المناصب التنفيذية ذات سلطة اتخاذ القرارات في مجالات أكثر قوة، أو تلك التي ترتبط مع المفاهيم التقليدية للرجولة (مثل المالية والجيش).
عادة، المناصب الأكثر قوة في الحكومة، يقل فيها احتمال وجود تمثيل للمرأة فيها. بالإضافة إلى ذلك، فأن في أكثر الدول الشمولية، تكون النساء اقل حظا لتمثيل مصالحهم. وكثير من النساء تصل للمكانة السياسية بسبب علاقات القرابة، ويكون عادة، لديهم أقارب من الذكور مشاركين في الحياة السياسية. وهؤلاء النسوة يسعين للحصول على دخل أعلى ومكانة أرفع، وبالتالي فهن قد لا يقمن بالتركيز كما ينبغي على القضايا والهموم التي تواجهها الأسر ذات الدخل المنخفض.
بالإضافة إلى ذلك، فأن المرأة قد تواجه تحديات في حياتها الخاصة، قد تركز عليها أكثر من وظيفتها السياسية. فعلى سبيل المثال، غالبا ما تركز وسائل الإعلام على اختيار المرأة لأزيائها، وهذه المرأة نادرا ما تفوز، سواء أظهرت الكثير من جسمها أو القليل منه، وأيضا فانه ينظر إليها بانها إما مؤنثة جدا أو مسترجلة. لاحظت سيلفيا باشيفيكن (Sylvia Bashevkin) أيضا، أن حياة المرأة الرومانسية هي موضع اهتمام كبير من قبل عامة الناس، وربما أكثر من مواقفهم المتعلقة بالقضايا المختلفة. وتشير أيضًا إلى أن المرأة التي «يبدو أن النشاط الجنسي خارج الزواج يؤدي إلى صعوبات خاصة» والمرأة التي تهتم بحياتها الرومانسية أكثر من مسؤولياتها العامة. إذا كانت متزوجة ولها أطفال، ثم تصبح مسألة كيف أنها توازن بين حياتها العملية مع رعاية أطفالها، وهو الأمر الذي لن يسأل عنه السياسيون الذكور.

## تمثيل المرآة
مشاركة المرأة في الحياة السياسية الرسمية المعاصرة منخفضة في جميع أنحاء العالم. والحجة التي وضعها العلماء «جاكيوتا نيومان» (Jacquetta Newman) و«ليندا وايت» (Linda White) هو أن مشاركة المرأة في مجال السياسة العليا أمر بالغ الأهمية إذا كان الهدف هو التأثير على نوعية السياسة العامة. وعلى هذا النحو، فإن مفهوم تمثيل المرآة يهدف إلى تحقيق المساواة بين الجنسين في المناصب العامة. وبعبارة أخرى، يرتبط تمثيل المرأة بنسبتهم إلى السكان. ويقوم تمثيل المرآة على افتراض أن المسؤولين المنتخبين من جنس معين من المرجح أن يقوموا بدعم السياسات التي تسعى إلى الاستفادة من المكونات التي يستفيد منها نفس الجنس. النقد الرئيسي في تمثيل المرآة هو الافتراض بأن جميع أعضاء جنس معين تعمل تحت عنوان الهوية المشتركة، دون الأخذ بعين الاعتبار عن العوامل الأخرى مثل العمر والتعليم والثقافة، أو الوضع الاجتماعي والاقتصادي. ومع ذلك، فأن أنصار تمثيل المرآة يرون أن المرأة لديها علاقة مختلفة مع المؤسسات الحكومية والسياسة العامة مقارنة مع الرجال، وبالتالي تستحق التمثيل المتساوي على هذا الجانب وحده. وتستند هذه الميزة على الواقع التاريخي بأن النساء، وبغض النظر عن الخلفية، فأنهن إلى حداً كبير يتم استبعادهم من المناصب التشريعية والقيادية المؤثرة. كما تلاحظ سيلفيا باشيفيكن (Sylvia Bashevkin) والتي تقول: «يبدو أن الديمقراطية التمثيلية انخفضت قيمتها جزئيا، وغير عادلة للنساء عندما يشكلنا أغلبية المواطنين، وتفشل رؤية أنفسهم عند التفكير مليا في قيادة نظامهم.» وفي الواقع، فإن مسألة مشاركة المرأة في السياسة هي من الأهمية بمكان أن الأمم المتحدة قد حددت المساواة بين الجنسين في التمثيل (أي تمثيل المرآة) كهدف في اتفاقية القضاء على جميع أشكال التمييز ضد المرأة (CEDAW) ومنهاج عمل بكين (Beijing Platform for Action). وإلى جانب السعي لتحقيق المساواة، فأن الهدف من تمثيل المرآة هو أيضًا يرمي إلى التعرف على أهمية مشاركة المرأة في الحياة السياسية، والتي تضفي الشرعية على المشاركة التي ذكرت أنفا.

### الحواجز الاجتماعية والثقافية العاكسة للتمثيل
على عكس نظرائهم الذكور، فأن النساء المرشحات يتعرضن للعديد من الحواجز التي قد تؤثر على رغبتهم في الترشح للمناصب المنتخبة. وهذه الحواجز التي تعوق تمثيل المرآة، تشمل: تنميط المرأة جنسيا، والتنشئة السياسية، وغياب التحضير للنشاط السياسي، وتحقيق التوازن بين العمل والأسرة.
قوالب الجنس النمطيةيفترض أن القوالب الفكرية الجامدة للجنس، بأن الصفات الذكورية والأنثوية تتشابك مع القيادة، ونظرا للطبيعة العدوانية والتنافسية الموجودة في السياسة والاعتقاد بأن المشاركة في مقار الانتخابات تتطلب الصفات الذكورية. وبالتالي، فإن التحيز الموجهة ضد المرأة ينبع من التصور غير الصحيح بأن الأنوثة تنتج بطبيعتها قيادة ضعيفة. تنميط الجنس هو أبعد ما يكون عن السرد التاريخي. ومن المؤكد بأن هناك ضغط على المرشحات النساء (مقارنة بالرجال) وذلك بغية تعزيز الصفات الذكورية في الحملات الانتخابية لغرض التودد لكسب دعم الناخبين الذين يتعاطفون مع أدوار الجنسين اجتماعيا.
التنشئة الاجتماعية السياسيةمفهوم التنشئة السياسية يرتكز على مفهوم أنه خلال مرحلة الطفولة، يتم اجتماعيا إدخال النساء إلى معايير وقواعد السياسة. وبعبارة أخرى، يبدأ التنميط الجنسي في سن مبكرة. ومن ثما فأنه يؤثر على التنشئة السياسية للطفل. عموما، فأن الفتيات يميلان لرؤية أن «السياسة هو مجال للذكور». التنشئة الاجتماعية والمتمثلة في الأسرة والمدرسة، والتعليم العالي، ووسائل الإعلام، والدين. لها دور في تحديد العوامل التي تلعب دورا محوريا في تعزيز إما الرغبة في دخول السياسة، أو ثنيها عن القيام بذلك. تقترح «نيومان» و«وايت» إلى أن النساء اللواتي ينون لترشيح أنفسهن لمناصب سياسية، يسعون «تجاه مصلحة اجتماعية في والحياة والسياسة. تُفيد التقارير بأن العديد من السياسيات الإناث ولدن في أسر سياسية تعاني من ضعف تحدد المعايير لأدوار الجنسين». ”
غياب التحضير للنشاط السياسيوالذي يبني على مفهوم التنشئة السياسية من خلال تحديد الدرجة التي تصبح المرأة قادرة اجتماعيا لممارسة المهن التي قد تكون متوافقة مع السياسة الرسمية. وعادة ما تكون المهن في مجال القانون، والأعمال التجارية، والتعليم، والوظائف الحكومية، هي المهن المشتركة للنساء اللاتي قررنا في وقت لاحق الدخول المناصب العامة. يشعر عامة الناس بأن النساء لا يستطعن فعل بعض الأشياء في وقت واحد، مثل أن تكون أم وصاحبة منصب متنفذ ذو تأثير وسلطة عالية في نفس الوقت. من المحتمل أن كانت مهنة المرأة محامية أو أستاذة جامعية أن تكون مهنتها مُهمة بسبب الاتصالات السياسية المحتملة، والمعروفة باسم «رأس المال الاجتماعي». الافتراض السائد بأن المرأة التي تعمل في تلك المهن تكتسب الإعداد الضروري والصلات الضرورية لممارسة المهن السياسية.
تحقيق التوازن بين العمل والأسرةالموازنة بين العمل والحياة هو دائما أكثر صعوبة بالنسبة للنساء، حيث يتوقع المجتمع عموما، بأن المرأة تكون بمثابة مقدمي الرعاية الأولية للأطفال، والعناية بأمور المنزل. وبسبب مطالب التوازن بين العمل والحياة، فمن المفترض أن النساء سوف يخترن تأخير تطلعاتهم السياسية حتى يصبح أطفالهم أكبر سنا. وقد أظهرت الأبحاث أن السياسيات الجديدات في كندا والولايات المتحدة هن أكبر سنا من نظرائهن من الرجال. وعلى العكس من ذلك، يمكن للمرأة أن تختار إنجاب أطفال من أجل الحصول على منصب سياسي. الحواجز المؤسسية قد تشكل أيضًا عائقا لتحقيق التوازن بين الحياة السياسية والعائلية. فعلى سبيل المثال، فأن أعضاء البرلمان في كندا، لا يساهمون في التأمين على العمل. وبالتالي، فلا يحق لهم التمتع بمزايا الأبوة. ومثل عدم وجود إجازة الأمومة سيكون بلا شك سببا للنساء لتأخير السعي في دخول المضمار الانتخابي. وعلاوة على ذلك، فأن التنقل يلعب دورا حاسما في ديناميكية العمل والأسرة. وعادة ما يطلب المسؤولون المنتخبون تخفيف المسافات الطويلة التي يقطعونها من مدنهم إلى العاصمة والعكس، والتي يمكن بالتالي أن يكون رادعا للنساء من دخول المجال السياسي.

## التمثيل الوطني
اعتبارا من 25 أكتوبر 2013، وصل المعدل العالمي لتمثيل المرأة في المجالس الوطنية إلى 21.5٪.

### النساء في البرلمانات الوطنية
من بين 189 بلدا في العالم، فأن هناك أعلى 10 بلدان لديها أكبر تمثيل للمرأة في البرلمانات الوطنية، والمعلومات في الجدول رتبت في ترتيب تنازلي حسب النسبة المئوية للنساء في مجلس النواب، (الأرقام تعكس المعلومات اعتبارا من 1 أبريل 2013): وتتوفر معلومات محدثة جديدة حتى تاريخ فبراير 2014، صادرة من المعهد الدولي وجامعة ستوكهولم والاتحاد البرلماني الدولي على الرابط
| مرتبة | الدولة       | مجلس أدنى أو مجلس العموم | مجلس الشيوخ أو مجلس النواب |
| ----- | ------------ | ------------------------ | -------------------------- |
| 1     | رواندا       | 56.3%                    | 38.5%                      |
| 2     | أندورا       | 50%                      | –                          |
| 3     | كوبا         | 48.9%                    | –                          |
| 4     | السويد       | 44.7%                    | –                          |
| 5     | سيشيل        | 43.8%                    | –                          |
| 6     | السنغال      | 42.7%                    | –                          |
| 7     | فنلندا       | 42.5%                    | –                          |
| 8     | جنوب أفريقيا | 42.3%                    | 32.1%                      |
| 9     | نيكاراغوا    | 40.2%                    | –                          |
| 10    | آيسلندا      | 39.7%                    | –                          |

في الغالب، فأن الديمقراطيات الكبرى والناطقة باللغة الإنجليزية تستحوذ على أعلى 40٪ من مراتب الدول. نيوزيلندا تشغل المرتبة 27 في الترتيب من حيث نسبة مشاركة المرأة، حيث تضم 32.2٪ في برلمانها. وأستراليا بنسبة (24.7٪ في مجلس النواب، و38.2٪ في مجلس الشيوخ)، وكندا بنسبة (24.7٪ في مجلس العموم، مجلس الشيوخ 37.9٪) وتستحوذ على الترتيب 46 من بين 189 بلدا. وتأتي المملكة المتحدة في المرتبة 58 وبنسبة (22.5٪ في المجالس الأقل والأصغر، و22.6٪ في مجلس الشيوخ)، في حين أن الولايات المتحدة في المرتبة 78 بنسب (17.8٪ في مجلس النواب، 20.0٪ في مجلس الشيوخ). وتجدر الإشارة بأن ليست كل هذه المجالس سواء كانت صغيرة أو كبيرة في البرلمانات الوطنية منتخبة ديمقراطيا. فعلى سبيل المثال، فأنه في كندا يتم تسمية أعضاء مجلس الأعيان (مجلس الشيوخ) بالتعيين.

## سياسات لزيادة مشاركة المرأة
حددت الأمم المتحدة ستة سبل والتي يمكن بها تعزيز مشاركة المرأة في السياسة والحكومة. وهذه السبل هي: تكافؤ الفرص التعليمية، وحصص لمشاركة الإناث في الهيئات الرئاسية، والإصلاحات التشريعية لزيادة التركيز على القضايا المتعلقة بالنساء والأطفال، التمويل بميزانيات تستجيب وتأخذ على قدم المساواة التنوع الاجتماعي بين الجنسين وتأخذ بعين الاعتبار احتياجات الرجال والنساء، وزيادة وجود الإحصاءات في مجال البحوث والبيانات الوطنية المصنفة حسب الجنس، وتعزيز وجود القوى الشعبية لحركات تمكين المرأة.

### التعليم
النساء الحاصلات على تعليم أساسي (على أي مستوى) هن أكثر قدرة على تأخير الزواج ومن ثما الإنجاب، ويكونا على علم أفضل وأكثر اطلاعا عن الأطفال الرضع وتغذيتهم وضمان تطعيمهم (تحصين). والأطفال الذين تنجبهم أمهات متعلمات تعليم أساسي، يكونوا لديهم تغذية أفضل مع ارتفاع معدلات البقاء على قيد الحياة. وتكافؤ الفرص التعليمية للبنين والبنات قد تأخذ شكل العديد من المبادرات:
- إلغاء الرسوم التعليمية، والتي تتطلب من الآباء النظر في القضايا المالية والتي تتطلب أتخاذ قرار: مَنْ مِنَ أطفالهم يجب عليه التعلم؟. وغالباً ما يتأثر الأطفال الفقراء وبشكل خاص في المناطق الريفية من عدم المساواة الناتجة من الرسوم التعليمية.[22]
- تشجيع الآباء والمجتمعات المحلية لتنشئ برامج تعليمية للمساواة بين الجنسين. تُدْرِكَ تكلفة الفرصة البديلة لتعليم الفتيات، والتي يمكن معالجتها من خلال تحويل مبالغ نقدية مشروطة بالبرنامج الذي يمنح مكافأة مالية للعائلات التي تعلم بناتهن (وبالتالي إزالة الحاجز المالي المفقود والذي نجم عن توقف الفتيات عن العمل لصالح العائلة والحضور إلى المدارس).[23]
- إنشاء مدارس «صديقة للفتيات» للحد من التحيز وخلق بيئة مدرسية آمنة للفتيات والشابات. حاليا، فأن أحد أهم العوائق التي تحول بينها وبين الحضور إلى المدارس هي مخاطر العنف الجنسي التي قد تتعرض لها وهي في طريقها إلى المدرسة.[24] «بيئة مدرسية آمنة» تكون في الأماكن التي تقع فيها المدرسة للحد من هذا العنف، بالإضافة إلى توفير فرص تعليمية أفضل للفتيات، حيث لا يتطلب ارتداءهم للحجاب داخل تلك المدارس والمخصصة فقط للإناث.[24]

## المرأة في المناصب الحكومية
تاريخيا، فأن تمثيل المرأة في السياسة كان تمثيلا بسيطا في المجتمعات الغربية مقارنة بالرجال. ومع ذلك، فقد تم سياسيا انتخاب بعض النساء ليكونوا رؤساء دول وحكومات.

### أوليات النساء التاريخية في الحكومة
- سوخباتارين يانجما، منغوليا (1953-1954): أول امرأة في العالم تتولى منصب رئيس (مؤقت),
- سيريمافو باندارانايكا، سري لانكا: أول امرأة رئيس الوزراء 1960 يوليو
- إيزابيل بيرون، الأرجنتين (1974-1976): أول امرأة تتولى منصب رئيس (غير مؤقت).
- فيغتيس فينبوغادوتير، أيسلندا (1980-1996): أول امرأة في العالم تنتخب رئيس منتخب وأول زعيمة في العالم ليس لها أب أو زوج لم يتولى منصب زعيم أو قائد في يوم من الأيام.
- ماري مكاليس، أيرلندا، (1997-2011): للمرة الأولى، امرأة تخلف امرأة أخرى مباشرة في منصب رئيسة.
- سريلانكا (1994–2000): للمرة الأولى، يكون لأمة واحدة، رئيس وزراء من الإناث (سيريمافو باندرانايكا)، ورئيسة (تشاندريكا كماراتونغا) في وقت واحد. وفي عام 1994، شهدت سريلانكا وللمرة الأولى أيضًا تسلم أنثى منصب رئيسة وزراء عقب نجاحها مباشرة امام رئيسة وزراء أخرى.
- يوهانا سيغوردوتيير، أيسلندا (2009-2013): أول زعيمة في العالم مثلية الجنس، وأول زعيمة في العالم في تتزوج بشريك من نفس الجنس (أنثى) وهي في المنصب.
- بينظير بوتو، باكستان (1988-1990): أول امرأة تشغل منصب رئيس وزراء في دولة ذات أغلبية مسلمة، والتي أعيد انتخابها مرة أخرى في عام 1993.

بعض من أبرز القيادات والقوى النسائية العالمية في العقود الأخيرة
- كورازون أكينو، الرئيس ال11 للفلبين.
- غلوريا ماكاباغال أرويو، الرئيس ال14 للفلبين.
- أنديرا غاندي، رئيسة وزراء الهند
- مارغريت ثاتشر، رئيسة وزراء المملكة المتحدة
- تانسو تشيلر، رئيسة وزراء تركيا
- بينظير بوتو. رئيسة وزراء باكستان
- جولدا مائير، رئيسة وزراء إسرائيل
- أنغيلا ميركل، مستشارة ألمانيا.
- كيم كامبل، رئيسة وزراء كندا
- جوليا غيلارد، رئيسة وزراء أستراليا
- إديت كريسون، رئيسة وزراء فرنسا.
- غرو هارلم برونتلاند، رئيسة وزراء النروج
- براتيبها باتيل، رئيسة الهند.
- سونغ تشينغ لينغ، رئيس جمهورية الصين الشعبية.
- الثورة الثقافية، الدكتاتور جيانغ كينغ

### القيادات النسائية الحالية للحكومات الوطنية
القيادات النسائية التالية هن حاليا في منصب رئيس لحكومة بلادهم أو رئيس للدولة (كما في 16 ديسمبر 2013):
| بدأ من تاريخ   | المنصب        | الاسم                       | البلد                                            |
| -------------- | ------------- | --------------------------- | ------------------------------------------------ |
| 22 نوفمبر 2005 | مستشار        | أنغيلا ميركل                | ألمانيا                                          |
| 16 يناير 2006  | رئيس          | إلين جونسون سيرليف          | ليبيريا                                          |
| 10 ديسمبر 2007 | رئيس          | كريستينا فرنانديز دي كيرشنر | الأرجنتين                                        |
| 6 يناير 2009   | رئيسة وزراء   | شيخة حسينة واجد             | بنغلاديش                                         |
| 12 يوليو 2009  | رئيس          | داليا غريباوسكايتي          | ليتوانيا                                         |
| 8 مايو 2010    | رئيس          | لورا شينشيلا                | كوستاريكا                                        |
| 26 مايو 2010   | رئيسة وزراء   | كاملا بيرساد بيسيسراس       | ترينيداد وتوباغو                                 |
| 10 أكتوبر 2010 | رئيسة وزراء   | سارة ويسكوت ويليامز         | سانت مارتن (جزء متمتع بحكم ذاتي من مملكة هولندا) |
| 1 يناير 2011   | رئيس          | ديلما روسيف                 | البرازيل                                         |
| 7 أبريل 2011   | رئيس          | عاطفة يحيى آغا              | كوسوفو - صربيا                                   |
| 3 أكتوبر 2011  | رئيسة وزراء   | هيلي تورنينج-شميت           | الدنمارك                                         |
| 5 يناير 2012   | رئيسة وزراء   | بورتيا سيمبسون ميلر         | جامايكا                                          |
| 7 أبريل 2012   | رئيس          | جويس باندا                  | ملاوي                                            |
| 25 فبراير 2013 | رئيس          | باك غن هي                   | كوريا الجنوبية                                   |
| 20 مارس 2013   | رئيسة وزراء   | ألينكا براتوشيك             | سلوفينيا                                         |
| 1 أكتوبر 2013  | الكابتن ريجنت | آنا ماريا ميوتشولي          | سان مارينو                                       |
| 16 أكتوبر 2013 | رئيسة وزراء   | إرنا سولبرغ                 | النرويج                                          |
| 22 يناير 2014  | رئيسة وزراء   | ليمادوتا ستراوجوما          | لاتفيا                                           |
| 22 سبتمبر 2014 | رئيسة وزراء   | إيوا كوباكز                 | بولندا                                           |
| 13 يوليو 2016  | رئيسة وزراء   | تيريزا ماي                  | المملكة المتحدة                                  |
| 11 أكتوبر 2021 | رئيسة وزراء   | نجلاء بودن                  | تونس                                             |

### نساء وزيرات
نما عدد النساء اللاتي يشغلن مناصب وزارية بارزة في جميع أنحاء العالم خلال القرنين ال20 وال21، وخلال السنوات الأخيرة، احتفظت المرأة وبشكل متزايد على مناصب وزارية عليا في حكوماتهم، وفي مجالات غير تقليدية لم تكن تعطى سابقا للنساء في الحكومة، مثل الأمن القومي والدفاع والمالية والخارجية.

#### وزراء الخارجية
النساء الموضحة أسمائهم أدناه، تولانا في السنوات الأخيرة مناصب وزراء الخارجية أو ما يعادلها في حكوماتهم الوطنية:
| بدأ من تاريخ وحتى | المنصب                 | الاسم                          | الدولة                     |
| ----------------- | ---------------------- | ------------------------------ | -------------------------- |
| 2007–08 و2011–    | -                      | أيراتو كوزاكو ماركولي          | قبرص                       |
| 2008–             | -                      | Rosemary Kobusingye Museminari | رواندا                     |
| 2008–             | -                      | كارولين رودريغز                | غيانا                      |
| 2008              | -                      | ايكا تكيشيلشفيلي               | جورجيا                     |
| 2008              | -                      | (بالنيابة) هيلين كلارك         | نيوزيلندا                  |
| 2008–             | -                      | ماكسين ماكلين                  | بربادوس                    |
| 2008–             | -                      | أنطونيلا مولاروني              | سان مارينو                 |
| 2009–13           | -                      | ديبو موني                      | بنغلاديش                   |
| 2009              | -                      | Maria Adiato Diallo Nandigna   | غينيا بيساو                |
| 2009–13           | وزير الخارجية الأمريكي | هيلاري كلينتون                 | الولايات المتحدة الأمريكية |
| 2009              | -                      | باتريسيا ايزابيل روداس باكا    | هندوراس                    |
| 2009–             | -                      | أوريليا فريك                   | ليختنشتاين                 |
| 2009–             | -                      | مايتي نكوانا-ماشاباني          | جنوب أفريقيا               |
| 2009–11           | -                      | سوجاتا كويرالا                 | نيبال                      |
| 2009–11           | -                      | إيتا باندا                     | ملاوي                      |
| 2009–             | -                      | الناهة بنت مكناس               | موريتانيا                  |
| 2009–             | -                      | ماري ميشيل ري                  | هايتي                      |
| 2009–             | -                      | لويز موشيكيوابو                | رواندا                     |
| 2010–             | -                      | كاترين أشتون                   | الاتحاد الأوروبي           |
| 2010              | -                      | (بالنيابة) راسا Juknevičienė   | ليتوانيا                   |
| 2010–11           | وزيرة الشؤون الخارجية  | لين اسبرسن                     | الدنمارك                   |
| 2010–11           | -                      | أمينتو جبريل مايغا توريه       | النيجر                     |
| 2010–             | -                      | ماريا أنجيلو هولغوين كويار     | كولومبيا                   |
| 2010–11           | -                      | (بالنيابة) فلورا سيتاكو        | كوسوفو                     |
| 2010–             | -                      | ترينيداد خيمينيز غارسيا هيريرا | إسبانيا                    |
| 2010–11           | -                      | ميشال آليو ماري                | فرنسا                      |
| 2011–13           | -                      | حنا رباني خار                  | باكستان                    |
| 2011              | -                      | (بالنيابة) وإرلندا إف. باسيليو | الفلبين                    |
| 2011–             | -                      | إيفيت سيلا                     | مدغشقر                     |
| 2013–14           | -                      | إيما بونينو                    | إيطاليا                    |
| 2013–             | -                      | جولي بيشوب                     | أستراليا                   |
| 2014–             | -                      | فيديريكا موغيريني              | إيطاليا                    |
| 2014–             | وزيرة الشؤون الخارجية  | سوشما سواراج                   | الهند                      |

#### وزراء الدفاع والأمن الوطني
النساء الموضحة أسمائهم أدناه، تولانا في السنوات الأخيرة مناصب وزراء دفاع أو ما يعادلها في حكوماتهم الوطنية:
| بدأ من تاريخ | المنصب                              | الاسم                                         | الدولة             |
| ------------ | ----------------------------------- | --------------------------------------------- | ------------------ |
| 2006–07      | وزير الدفاع                         | فيفيان بلانلوت سوزا                           | تشيلي              |
| 2006–11      | وزير الدفاع                         | كريستينا فونتيس ليما                          | الرأس الأخضر       |
| 2007–09      | وزير الدفاع                         | فلاستا باركانوفا                              | الجمهورية التشيكية |
| 2007         | وزير الدفاع                         | غوادالوبي لاريفا غونزاليس                     | الإكوادور          |
| 2007         | وزير الدفاع                         | لورينا اسكوديرو دوران                         | الإكوادور          |
| 2007         | (بالنيابة) وزير الدفاع              | مارينا بيندس                                  | البوسنة والهرسك    |
| 2007–        | الأمين العام للدفاع برتبة وزير      | روث تابيا روا                                 | نيكاراغوا          |
| 2007         | وزير الدفاع                         | يوريكو كويكي                                  | اليابان            |
| 2007–09      | وزير الدفاع                         | سيسيل مانوروهانتا                             | مدغشقر             |
| 2008–        | وزير الدفاع                         | كارمي شاكون بيكراس                            | إسبانيا            |
| 2008–10      | وزير الدفاع                         | إلسا ماريا د'ألفا نيتو تيكسيرا دي باروس بينتو | ساوتوم             |
| 2008–        | وزير شؤون المحاربين القدامى         | جوديث كولينز                                  | نيوزيلندا          |
| 2008–        | مساعد وزير الدفاع                   | هيذر روي                                      | نيوزيلندا          |
| 2008–        | وزير نزع السلاح والحد من الأسلحة    | جورجينا هوهو                                  | نيوزيلندا          |
| 2008–        | وزير الدفاع                         | Ljubica Jelušič                               | سلوفينيا           |
| 2008–        | وزير الدفاع                         | Rasa Juknevičienė                             | ليتوانيا           |
| 2009–        | وزيرة الأمن الداخلي                 | جانيت نابوليتانو                              | الولايات المتحدة   |
| 2009–12      | وزير الدفاع and Veterans' Affairs   | لينديوي نونكيبا سيسيولو                       | جنوب أفريقيا       |
| 2009–11      | وزير الدفاع                         | بيديا ديفي بنداري                             | نيبال              |
| 2009–11      | وزير الدفاع                         | أنجيليك نغوما                                 | الغابون            |
| 2010–2011    | وزير الدفاع                         | Gitte Lillelund Bech                          | الدنمارك           |
| 2010         | (بالنيابة) وزير الدفاع and Security | Lesego Motsumi                                | بوتسوانا           |
| 2011         | وزير الدفاع                         | ماريا سيسيليا شاكون شاكون                     | بوليفيا            |
| 2012–        | وزير الدفاع and Military Veterans   | Nosiviwe Mapisa-Nqakula                       | جنوب أفريقيا       |
| 2012–        | Minister of Defense                 | جينين هينيس بلاسخارت                          | هولندا             |
| 2013–        | وزير الدفاع                         | Mimi Kodheli                                  | ألبانيا            |
| 2013–        | وزير الدفاع                         | Ine Marie Eriksen Søreide                     | النرويج            |
| 2013–        | وزير الدفاع                         | أورسولا فون دير لاين                          | ألمانيا            |
| 2014–        | وزير الدفاع                         | روبرتا بينوتي                                 | إيطاليا            |
| 2020         | وزير الدفاع                         | زينة عكر عدرا                                 | لبنان              |

#### وزراء المالية أو الإيرادات
النساء الموضحة أسمائهم ادناه، تولانا في السنوات الأخيرة مناصب وزراء اقتصاد ومالية وإيرادات، أو ما يعادلها أو ما يعادلها في حكوماتهم الوطنية:
| بدأ من تاريخ | المنصب                                               | الاسم                           | الدولة                                          |
| ------------ | ---------------------------------------------------- | ------------------------------- | ----------------------------------------------- |
| 1990–91      | وزير الاقتصاد                                        | زيليا كاردوسو دي ميلو           | البرازيل                                        |
| 2008–11      | وزير الاقتصاد and Competitiveness                    | فاطمة ماريا كارفالهو فيلاهو     | كابو فيردي                                      |
| 2021–        | وزيرة الاقتصاد والمالية                              | نادية فتاح العلوي               | المغرب                                          |
| 2008–11      | وزير المالية                                         | ديانا دراغوتينوفيتش             | صربيا                                           |
| 2008–        | Minister for the National Investment Plan            | Verica Kalanović                | صربيا                                           |
| 2008         | وزير المالية                                         | Wilma Josefina Salgado Tamayo   | Ecuador                                         |
| 2008–        | وزير المالية                                         | María Elsa Viteri Acaiturri     | Ecuador                                         |
| 2009–        | وزير الاقتصاد                                        | Helena Nosolini Embalo          | Guinea-Bissau                                   |
| 2009–        | Chairperson of the Council of Economic Advisors      | كريستينا رومر                   | United States                                   |
| 2009–        | وزير المالية                                         | Clotilde Niragira               | Burundi                                         |
| 2009–11      | وزير المالية                                         | Syda Namirembe Bumba            | Uganda                                          |
| 2009–11      | Government Councillor of Finance and Economy         | Sophie Thevenoux                | Monaco                                          |
| 2009–        | وزير المالية and Economy                             | إلينا سالغادو                   | Spain                                           |
| 2009–        | وزير المالية                                         | Ingrida Simonytė                | Lithuania                                       |
| 2009–        | Minister of Economic Affairs                         | Michelle Winklaar               | Aruba (Dutch External Territory)                |
| 2009–11      | وزير المالية                                         | ريا الحفار الحسن                | Lebanon                                         |
| 2010–11      | وزير الاقتصاد                                        | لمياء عاصي                      | Syria                                           |
| 2010–        | Minister of Economic Policy                          | Katiuska Kruskaya King Mantilla | Ecuador                                         |
| 2010–        | Chairperson of Economic Planning Council             | Christina Y. Liu                | Taiwan                                          |
| 2010–        | Economic Secretary to the Treasury                   | جستن جريننج                     | United Kingdom                                  |
| 2010–        | Minister of Economic and Stability Development       | Vera Kobalia                    | Georgia                                         |
| 2010–        | وزير الاقتصاد                                        | Darja Radić                     | Slovenia                                        |
| 2010–11      | وزير المالية                                         | Wonnie Boedhoe                  | Suriname                                        |
| 2010–        | وزير المالية                                         | بيني وونغ                       | Australia                                       |
| 2010–        | Federal Councillor of Finance                        | Eveline Widmer-Sclumpf          | Switzerland                                     |
| 2010–        | Minister for Economy                                 | كيم ويلسون                      | Bermuda (British Dependent Territory)           |
| 2010         | (بالنيابة) وزير المالية                              | Elfreda Tamba                   | Liberia                                         |
| 2010–        | Finance Minister                                     | Martina Dalić                   | Croatia                                         |
| 2011         | (بالنيابة) وزير المالية                              | Dinara Shaydieva                | Kyrgyzstan                                      |
| 2011–        | Federal وزير المالية                                 | ماريا فكتر                      | Austria                                         |
| 2011–        | Minister of National Revenue                         | Gail Shea                       | Canada                                          |
| 2011–        | وزير المالية                                         | يوتا أوربيلاينن                 | Finland                                         |
| 2011–        | Minister of Budget                                   | فاليري بيكريس                   | France                                          |
| 2011–        | وزير الاقتصاد and Finances                           | Adidjatou Mathys                | Benin                                           |
| 2011–        | Minister of Budget, Finances, Taxes, Numeric Economy | Sonia Backès                    | Nouvelles Caledonie (French External Territory) |
| 2011–        | وزير المالية and Economic Planning                   | Maria Kiwanuka                  | Uganda                                          |
| 2011–        | Minister of the Treasury                             | Anne Craine                     | Isle of Man                                     |
| 2011–2014    | وزير الاقتصاد                                        | مارغريت فيستاجر                 | Denmark                                         |
| 2012–2013    | وزير المالية                                         | كاترين جوليوسدوتير              | أيسلندا                                         |
| 2013–        | وزير المالية                                         | سيف ينسن                        | النرويج                                         |

## مقارنة إدماج المرأة في فروع الحكومة

### السلطة التنفيذية
كانت المرأة ممثلة تمثيلا ناقصا، ولا سيما في الشعب التنفيذية للحكومة. ومع ذلك، فأن الفجوة بين الجنسين تم إغلاقها، ولو ببطء في البلدان الاشتراكية، كانت هناك أول امرأة لم تكن من الملوك والاسر الحاكمة تستلم زمام السلطة وتصبح رئيسة دولة، وذلك عندما أصبحت (Khertek Anchimaa-Toka) رئيسة جمهورية توفا الشعبية في الفترة (1944-1940)، ثم تلتها (Sükhbaataryn Yanjmaa) من جمهورية منغوليا الشعبية في الفترة (1954-1953)، ثم سونغ تشينغ لينغ من جمهورية الصين الشعبية في الفترة (1972-1968) و1981.
في أعقاب البلدان الاشتراكية، كانت بلدان الشمال الأوروبي الرواد في إشراك المرأة في السلطة التنفيذية. وذلك أصبح مجلس وزراء برونتلاند الثاني (1989-1986) مجلسا تاريخيا، حيث كان يضم 8 وزيرات من أصل 18 وزيراً أعضاءً في مجلس الوزراء، وفي عام 2007، في مجلس الوزراء شتولتنبرج الثاني (2005-حتى الآن) كان هناك أكثر من 50٪ من الوزراء من النساء.
في عام 2003، مرت فنلندا بلحظة تاريخية، وذلك عندما أصبح جميع كبار قادة البلاد من النساء، وممثلة أيضًا من مختلف الأحزاب السياسية: فكانت تاريا هالونين من الحزب الاشتراكي الديمقراطي هي الرئيس، وريتا أوسوكاينين من حزب الائتلاف الوطني شغلت منصب رئيسة برلمان فنلندا، وبعد الانتخابات البرلمانية لعام 2003، أصبحت انيلي جاتينماكى من حزب الوسط كانت في طريقها لتصبح أول امرأة تشغل منصب رئيس وزراء فنلندا. في 22 يونيو 2010، عُينت ماري كيفينييمي من حزب الوسط كثاني امرأة تشغل منصب رئيس وزراء فنلندا.
الحكومة الدنماركية الحالية، هي ائتلاف ما بين الحزب الاشتراكي الديمقراطي، والحزب الاجتماعي التحرري، وحزب الشعب الاشتراكي. وجميع قيادات هذه الأحزاب الثلاثة هم من النساء. ورئيسة الوزراء هي هيلي تورنينج-شميت.
الآيسلندية، فيغتيس فينبوغادوتير هي أول امرأة في العالم تنتخب رئيسة دولة، واستمرت في منصبها للفترة (من عام 1980 حتى عام 1996). وفي عام 2005، أصبحت إلين جونسون سيرليف من ليبيريا أول رئيسة دولة منتخبة في أفريقيا.

### السلطة التشريعية
حتى بعد اندلاع الحرب العالمية الأولى، والثورة الاشتراكية الأولى، لم يكن هناك الا عدد قليل ومحدود من النساء كأعضاء فبالحكومات. أصبحت ألكساندرا كولونتاي أول امرأة تتولى منصب وزير، كمفوض اشعبي للرعاية الاجتماعية في جمهورية روسيا السوفيتية الاتحادية الاشتراكيةفي عام 1917. بينما شغلت الدانماركية نينا بانق منصب وزيرة تعليم في الفترة (1926-1924)، وهي ثاني امرأة وزيرة في مجلس الوزراء في العالم.
يفغينيا بوش كانت أول امرأة تشغل منصب رئيس حكومة، والقائدة العسكرية البلشفية والتي شغلت منصب الأمينة الشعبية (تعادل:وزير) للشؤون الداخلية للعمال والفلاحين في جمهورية أوكرانيا الشعبية السوفيتية من للفترة (1918-1917)، وكانت مسؤولة عن المهام التنفيذية. ومع ذلك، فإن التطور كان بطيء حتى نهاية القرن العشرين.
في روسيا السوفياتية، شكلت منظمة (Zhenotdel)، وهي أول منظمة حكومية تهدف لمساواة المرأة.
ووفقا لتقرير صدر في عام 2006 عن الاتحاد البرلماني الدولي، فأن النساء يشكلن ما نسبته (%16) من مجموع عدد أعضاء البرلمانات في العالم. وفي عام 1995، وضعت الأمم المتحدة هدفا لزيادة تمثيل المرأة بنسبة 30٪. وبلغ معدل النمو السنوي الحالي للمرأة في البرلمانات الوطنية نحو 0.5٪ في جميع أنحاء العالم. وعلى هذا المعدل، فأنه لن يتحقق التكافؤ بين الجنسين في الهيئات التشريعية الوطنية حتى 2068.
أفضل عشر دول من حيث عدد تمثيل المرأة في مجلس النواب، هي: رواندا مع 56.3٪، السويد (47.0٪)، كوبا (43.2٪)، فنلندا (41.5٪)، وهولندا (41.3٪)، الأرجنتين (40.0٪)، الدنمارك (38.0٪)، أنغولا (37.3٪)، كوستاريكا (36.8٪)، إسبانيا (36.3٪). وكوبا لديها أعلى نسبة للبلدان التي ليس لديها حصص نسائية. وفي جنوب آسيا، فأن نيبال لديها أعلى مرتبة لمشاركة المرأة في الحياة السياسية مع نسبة (%33). في الولايات المتحدة وفي العام 2008 تحديداً، أصبح مجلس شيوخ نيو هامبشاير أول مجلس شيوخ تشريعي لولاية أمريكية تكون فيه الإناث المنتخبات ذات أغلبية.
المملكة المتحدة والولايات المتحدة هي تقريبا وبصعوبة يتماشيان مع متوسط المعدل العالمي لتمثيل المرأة. ويبلغ عدد النساء في مجلس اللوردات 139 وبنسبة (19.7٪)، في حين أن هناك 125 امرأة وبنسبة (19.4٪) في مجلس العموم.

### التمثيل المحلي
كان هناك تركيز متزايد على تمثيل المرأة على المستوى المحلي. وأجريت بحوث، ركزت معظمها على البلدان النامية. الحكومات اللامركزية غالبا ما تؤدي إلى كيان حكومي محلي يكون أكثر انفتاحا أمام مشاركة المرأة، سواء كانت مجالس محلية منتخبة أوالمستفيدون من خدمات الحكومة المحلية. المسح الذي أجرته منظمة المدن المتحدة والحكومات المحلية (UCLG) في عام 2003، وهي شبكة عالمية تدعم الحكومات المحلية الشاملة، وجدت بأن متوسط نسبة مشاركة النساء في المجالس المحلية كانت 15٪. وفي المناصب القيادية، كانت نسبة النساء منخفضة، فعلى سبيل المثال، 5٪ فقط من رؤساء البلديات في أمريكا اللاتينية هم من النساء.
وفقا لدراسة مقارنة لتمثيل المرأة في الحكومات المحلية في شرق آسيا والمحيط الهادئ، كانت النساء أكثر نجاحا في الوصول إلى مواقع صنع القرار في الحكومات المحلية من نجاحهن على المستوى الوطني. والحكومات المحلية عادة يكون الوصول اليها أكثر يسرا ولديها عدد وظائف متاح أكثر وأكبر. أيضا، فأن دور المرأة في الحكومات المحلية قد يكون أكثر قبولا بسبب امتدادا مشاركتها في المجتمع.

#### البانشيات الهندية
يوفر نظام البانشايات المحلي في الهند مثالا على تمثيل المرأة على المستوى الحكومي المحلي. التعديلات الدستورية الثالثة والسبعون والرابعة والسبعون لعام 1992 أمرت بانتخاب البانشايات في جميع أنحاء البلاد. الإصلاحات حفظت 33٪ من المقاعد للنساء والطوائف والقبائل بالتناسب مع عدد السكان. وتم انتخاب أكثر من 700,000 من النساء بعد تم تنفيذ الإصلاحات في أبريل نيسان عام 1993.